# Liste der Bodendenkmale in Hirschfeld (Sachsen)
In der Liste der Bodendenkmale in Hirschfeld sind die Bodendenkmale der Stadt Hirschfeld und ihrer Ortsteile nach dem Stand der Auflistung von Volkmar Geupel aus dem Jahr 1983 aufgelistet. Eventuelle Änderungen und Ergänzungen, insbesondere aus der Zeit nach der Wende, sind nicht berücksichtigt, da für Sachsen aktuell keine neueren allgemein zugänglichen Bodendenkmallisten vorliegen. Die Baudenkmale sind in der Liste der Kulturdenkmale in Hirschfeld (Sachsen) aufgeführt.
| Denkmal-ID | Fundart          | Ortsteil   | Bezeichnung                                          | Zeitstellung    | Lage                                                         | Bemerkungen                                                                     | Bild |
| ---------- | ---------------- | ---------- | ---------------------------------------------------- | --------------- | ------------------------------------------------------------ | ------------------------------------------------------------------------------- | ---- |
| ?          | besonderer Stein | Hirschfeld | Steinkreuz „Semmelkreuz“, „Mordstein“, „Hungerstein“ | Spätmittelalter | südöstlicher Ortsausgang, neben der Brücke über den Hegebach | Relief einer Axt oder Hacke, ein Arm abgeschlagen, Schutz seit 24. Februar 1964 |      |